# Alex Kuznetsov
Alex Kuznetsov (ur. 5 lutego 1987 w Kijowie) – amerykański tenisista pochodzenia ukraińskiego.

## Kariera tenisowa
Zawodowym tenisistą był w latach 2004–2016.
Występując w gronie juniorów został finalistą French Open 2004 w grze pojedynczej i podwójnej chłopców. Finał singla przegrał z Gaëlem Monfilsem, natomiast finał debla z parą Pablo Andújar–Marcel Granollers, startując wspólnie z Mischą Zverevem. W lipcu 2004 został sklasyfikowany na 4. miejscu w klasyfikacji juniorów. W maju 2005 Kuznetsov miał wypadek samochodowy, w którym złamał prawą kość udową.
W grze pojedynczej wygrał pięć turniejów o randze ATP Challenger Tour i sześć w konkurencji gry podwójnej.
W rankingu gry pojedynczej najwyżej był na 120. miejscu (30 września 2013), a w klasyfikacji gry podwójnej na 78. pozycji (24 września 2007).

### Zwycięstwa w turniejach ATP Challenger Tour w grze pojedynczej
| Końcowy wynik | Nr | Data              | Turniej    | Nawierzchnia  | Przeciwnik    | Wynik finału     |
| ------------- | -- | ----------------- | ---------- | ------------- | ------------- | ---------------- |
| Zwycięzca     | 1. | 23 lipca 2006     | Aptos      | Twarda        | Gō Soeda      | 2:6, 6:1, 7:6(4) |
| Zwycięzca     | 2. | 5 lipca 2009      | Winnetka   | Twarda        | Tim Smyczek   | 6:4, 7:6(1)      |
| Zwycięzca     | 3. | 20 listopada 2011 | Champaign  | Twarda (hala) | Rik de Voest  | 6:1, 6:3         |
| Zwycięzca     | 4. | 21 kwietnia 2013  | Sarasota   | Ceglana       | Wayne Odesnik | 6:0, 6:2         |
| Zwycięzca     | 5. | 21 lipca 2013     | Binghamton | Twarda        | Bradley Klahn | 6:4, 3:6, 6:3    |

### Finały juniorskich turniejów wielkoszlemowych

#### Gra pojedyncza (0–1)
| Końcowy wynik | Nr | Data | Turniej            | Nawierzchnia | Przeciwnik   | Wynik finału |
| ------------- | -- | ---- | ------------------ | ------------ | ------------ | ------------ |
| Finalista     | 1. | 2004 | French Open, Paryż | Ceglana      | Gaël Monfils | 2:6, 2:6     |

#### Gra podwójna (0–1)
| Końcowy wynik | Nr | Data | Turniej            | Nawierzchnia | Partner       | Przeciwnicy                     | Wynik finału |
| ------------- | -- | ---- | ------------------ | ------------ | ------------- | ------------------------------- | ------------ |
| Finalista     | 1. | 2004 | French Open, Paryż | Ceglana      | Mischa Zverev | Pablo Andújar Marcel Granollers | 3:6, 2:6     |